# Йохан Хуго Франц фон Метерних-Винебург
Йохан Хуго Франц фон Метерних-Винебург (на немски: Johann Hugo Franz von Metternich-Winneburg; * 28 септември 1710; † 24 май 1750) е граф на Метерних-Винебург и Байлщайн (1739 – 1750), господар в Кьонигсварт, Шпуркенбург, Найнхайм, Рюдесхайм, Оберее, Поусьор, байлиф на Кохем (на Мозел в Рейнланд-Пфалц), Улмен и Даун. Той е дядо на прочутия канцлер Клеменс фон Метерних (1773 – 1859).
Той е син на граф Дитрих Филип Адолф фон Метерних-Винебург (* 1686; † 19 декември 1738), байлиф на Кохем, Улмен и Даун, и съпругата му фрайин Мария Франциска, шенк фон Шмидбург († 23 ноември 1723), дъщеря на Волфганг Ернст фон Шмидбург, Шенк фон Шмидбург († 1709) и Анна Катарина Елизабет фон Орсбек († 1706). Внук е на граф Франц Фердинанд фон Метерних-Винебург (1653 – 1719) и графиня Юлиана Елеонора фон Лайнинген-Вестербург (1667 – 1742). Брат е на Франц Лудвиг фон Метерних-Винебург (* 9 февруари 1719; † 4 юни 1778) и на монахинята Елеонора Юлиана (* 5 септември 1708; † 19 март 1770).
Йохан Хуго Франц фон Метерних-Винебург умира на 39 години на 24 май 1750 г.

## Фамилия
Йохан Хуго Франц фон Метерних-Винебург се жени на 28 април 1745 г. за фрайин Клара Луиза Елизабет фон Кеселщат (* 18 ноември 1726; † 26 май 1746), дъщеря на фрайхер Карл Фридрих Мелхиор фон Кеселщат (1692 – 1751) и фрайин Изабела фон Френтц-Кендених (1699 – 1758). Те имат един син: 
- Франц Георг Карл Йозеф Йохан Непомук фон Метерних (* 9 март 1746 в Кобленц; † 11 август 1818 във Виена), граф, от 1803 г. 1. княз на Метерних-Винебург-Оксенхаузен, дипломат и министър на австрийска служба, женен на 9 януари 1771 г. във Фрайбург в Брайзгау за графиня Мария Беатрикс Антония фон Кагенек (* 8 декември 1754, Фрайбург; † 23 ноември 1828, Виена), дъщеря на граф Йохан Фридрих Фридолин фон Кагенек, господар на Мунцинген (1707 – 1783) и Мария Анна Франциска Елеонора фон Андлау (1717 – 1780); баща на Клеменс фон Метерних (1773 – 1859).

Йохан Хуго Франц фон Метерних-Винебург се жени втори път на 15 октомври 1747 г. за Мария Терезия фон и цу Хоенбрух (* 7 март 1728; † 11 август 1800), дъщеря на Франц Арнолд фон и цу Хоенбрух и Анна Катарина Шьонборн цу Визентхайд-Буххайм и Волфстал. Те имат децата:
- Франц Ервин Георг Арнолд (* 10 февруари 1749; † 29 януари 1752)
- Йохан Непомук Фридрих Вилибалд (* 15 февруари 1750; † 7 януари 1753)